# كزافييه غارسيا
كزافييه غارسيا (بالإسبانية: Moisés Xavier García)‏ (26 يونيو 1990 سان سلفادور السلفادور - ) هو لاعب كرة قدم سلفادوري.

## روابط خارجية
- كزافييه غارسيا على موقع الاتحاد الدولي (مؤرشف)  (الإنجليزية)
- كزافييه غارسيا على موقع إي إس بي إن إف سي (الإنجليزية)
- كزافييه غارسيا على موقع قاعدة بيانات كرة القدم.إي يو (الإنجليزية)
- كزافييه غارسيا على موقع ناشيونال فوتبول تيمز (الإنجليزية)
- كزافييه غارسيا على موقع Soccerway.com (الإنجليزية)